# Camponotus japonicus
Camponotus japonicus är en myrart som beskrevs av Mayr 1866. Camponotus japonicus ingår i släktet hästmyror, och familjen myror.

## Underarter
Arten delas in i följande underarter:
- C. j. aterrimus
- C. j. japonicus